# Dismas Hataš
Dismas Hataš, també conegut com a Dismas Hattasch (Vysoké Mýto, 1 de desembre, 1724 - Gotha, 13 d'octubre, 1777), va ser un violinista i compositor de música clàssica txec.

## Biografia
Dismas Hataš provenia d'una família de músics, els seus parents eren cantors i organistes en molts llocs de Bohèmia. Com molts músics txecs de l'època, va buscar feina a l'estranger. Els va trobar a Turíngia a la cort del duc de Sachsen-Gotha-Altenburg a la ciutat de Gotha. Aquí va conèixer la cantant Anna Franziska Benda, membre de la família musical Benda, amb qui es va casar el maig de 1751. L'octubre del mateix any esdevingué membre permanent (Kammermusicus) de la banda de la cort, de la qual després esdevingué concertista.
El desembre de 1767 i principis de 1768, va actuar amb la seva dona i els seus companys de banda en quatre concerts als Països Baixos. Dismas Hataš també va ser professor de violí, també va criar el seu fill Jindřich per ser violinista.

## Successors
El seu germà petit era Jan Václav Hataš (8 de setembre de 1727, Vysoké Mýto - després de 1752, Rožmitál). Dismas Hataš va ser el pare de Jindřich Krištof (1756 Gotha - després de 1808), violinista i compositor.

## Treballs
Les primeres simfonies clàssiques i sonates per a violí d'Hataš són de tres moviments.
- Simfonia en mi, (Biblioteca Provincial de Moravia a Brno)
- Simfonia en Re, (enregistrada al catàleg de Breitkopf el 1766)
- Concert en sol per a flauta i orquestra, (Fürst Thurn und Taxis Hofbibliothek)

Sonates
- Landesbibliothek Mecklenburg-Vorpommern- 2 obres
- Catàleg de Breitkopf (1762) - 6 obres
- Song Noch kannt ich nicht der Liebe Macht (encara no conec el poder de l'amor), a Göttinger Musenalmanach (1770)
- Sammlung verschiedener Lieder von guten Dichtern und Tonkünstlern, (Col·lecció de cançons diverses de bons poetes i compositors musicals), Nuremberg 1780.[4]